# Gustaf Wilhelm Hammar
Gustaf Wilhelm Hammar (también conocido como Gustav Vilhelm Hammar) (22 de junio de 1893 - 19 de agosto de 1954) fue un físico experimental estadounidense nacido en Suecia. Conocido por el experimento de Hammar, una de las pruebas más concluyentes en su momento de la teoría de la relatividad.

## Vida y obra
Era el mayor de los seis hijos de Anders Vilhelm Hammar y de Elin Christina Olsson. Emigraron a los Estados Unidos en 1913, asistiendo a la Universidad Bethel en St. Paul, Minnesota.
En 1920 se casó con Louise (con la que tendría cuatro hijos) en King County, Washington.
Se graduó en la Universidad de Idaho en 1924 y se doctoró en el Instituto de Tecnología de California en 1927. Su tesis doctoral versaba sobre la "Susceptibilidad Magnética de Algunos Gases Comunes".
Regresó a la Universidad de Idaho en 1926 para dedicarse a la docencia, siendo nombrado director del Departamento de Físicas en 1930, cargo en el que permaneció durante 16 años. Dirigía un laboratorio de ciencia de materiales productivo y era consciente de la importancia de buscar aplicaciones prácticas de sus investigaciones (por ejemplo, cuando en una extensión de su investigación en fotoelectricidad, desarrolló con su alumno Lawrence W. Foskett un teléfono utilizando luz en vez de cable de cobre para transmitir señales. Sin embargo, actualmente Hammar es más recordado por un experimento bastante alejado de su área principal de investigación, el experimento de Hammar, una prueba de la validez de la relatividad especial.
En 1946, se unió con la Eastman Kodak Company como físico experto, asesor y supervisor con la "Navy Ordnance Division". Durante este periodo con Kodak,  trabajó en varios proyectos militares, como el desarrollo de células fotosensitivas infrarrojas para su uso en miras de visión nocturna y en sistemas de accionamiento automático retardado para su uso en armas de fuego, confundiendo al enemigo haciéndole creer que hay grandes concentraciones de tropas en áreas donde de hecho no las hay (patentes 2547820, 2601135, 2917413, 2958802, 3063862, 3067330). En 1953 fue reconocido por sus investigaciones, ingresando como miembro de la Sociedad de Física Americana.